# Doctrina (parroquia)

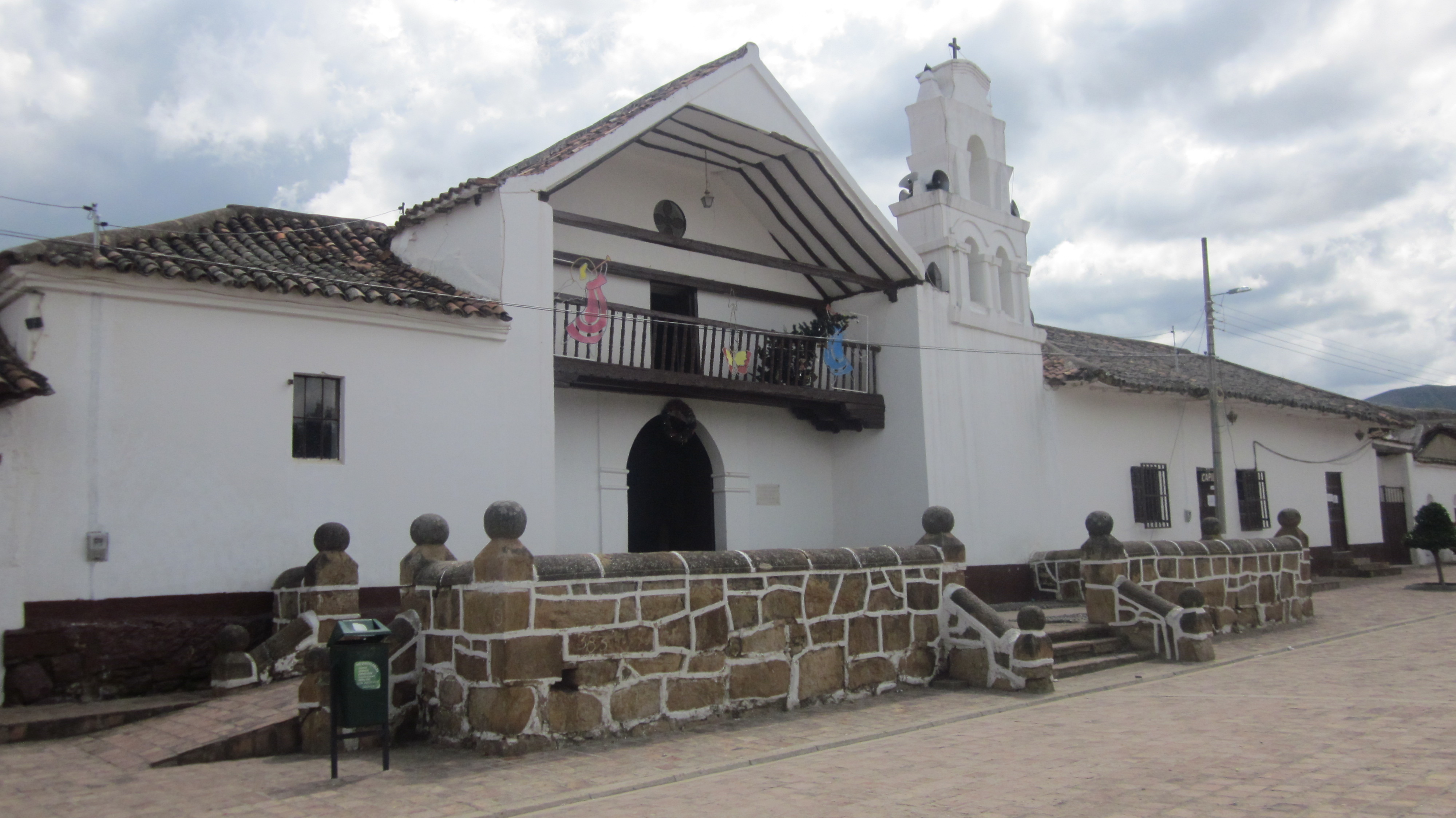
Iglesia doctrinera de Sáchica, Colombia, con capilla tipo balcón en la portada.

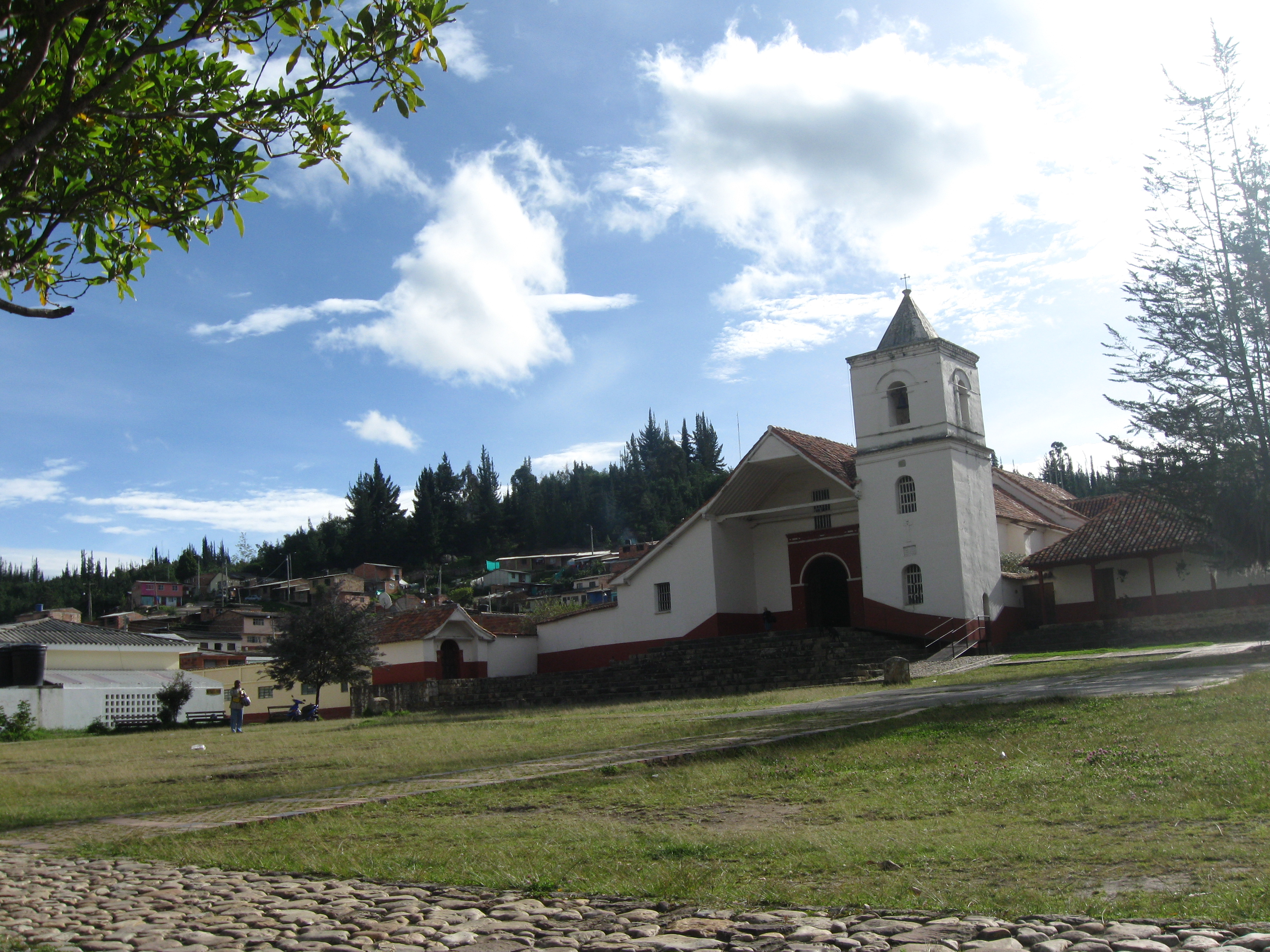
Iglesia doctrinera de San Juan Bautista en Sutatausa, Colombia, que se completa con cuatro capillas posas en la plaza.

Una doctrina era una parroquia rural de aldeas o pueblos de indios que se establecía en las Indias, cuando se procedía a asentar las poblaciones en los nuevos territorios, como medio de la llamada conquista espiritual mediante la evangelización católica, no solo en América, sino también en las Indias Orientales Españolas. 

## Historia
El establecimiento de las doctrinas, fue el modo ordinario de evangelización inicial desde los primeros padres franciscanos que llegaron al continente americano. Se trataba de asentar en pequeñas aldeas a la población local que iba aceptando la fe cristiana en torno a una capilla o iglesia y unas viviendas. El poblado estaba regido por un cura doctrinero, con responsabilidades principalmente espirituales. Con la intención de ayudar a la evangelización en las doctrinas, la corona española introdujo a mediados del siglo XVI, el sistema de encomiendas, por el que los conquistadores encomenderos, recibían un repartimiento de los indios conquistados, pasando entonces estos a ser educados cristianamente y protegidos física y económicamente por los colonos a cambio de una serie de obligaciones, preponderadamente en forma de tributo en trabajo o en especie. 
Las doctrinas se establecían en los principales asentamientos de indígenas, ocupando las antiguas cabeceras de regiones o tribus (aillus en la región andina), donde se buscaba la intermediación y colaboración del cacique local, tanto para la construcción de la iglesia doctrinera como para el mantenimiento de la función y vivencia del sacerdote. Cada pueblo de indios tenía derecho a un cierto número de hectáreas, denominadas tierras del común. Cada encomienda, llevaba generalmente consigo el establecimiento de una doctrina, que debería servir no solo como centro de culturización, evangelización y defensa del indio, sino donde deberían trabajar, lo que hizo que se convirtieran en verdaderos centros socioeconómicos. El encomendero estaba obligado a contratar un doctrinero y asegurar su sustento mediante los tributos recaudados.
Estas organizaciones eclesiásticas se extendieron como una amplia red, siendo establecidas por los españoles al compás de su dominio territorial y fundación de pueblos, junto con la correspondiente fundación de parroquias urbanas, en su caso, fundación de conventos o erección de diócesis, con sus correspondientes catedrales en las ciudades principales. El cura doctrinero, o simplemente, doctrinero, si pertenecía a una de las órdenes religiosas, lo más frecuente al principio, dependía del provincial de su orden. Al aplicarse las disposiciones del Concilio de Trento, desde 1574, todo clérigo que quisiese ejercer el sacerdocio, debería depender del obispo correspondiente, lo que hizo que se impusiera en las doctrinas el clero secular.
En un primer momento, ante el rápido deseo de la evangelización no se prestó mucha atención a la formación de los clérigos doctrineros, por lo que en una segunda etapa se vigilaba que durante un tiempo se pasase conociendo la lengua nativa de los indígenas, o que tuviesen preferencia los clérigos que hubiesen estudiado en las universidades, como ocurría con los frailes. Así, antes de ser mandados a una doctrina, debían escogerse cuidadosamente, se proponía que pasasen un tiempo en las iglesias catedrales bajo la supervisión del obispo, observando que no denotaran un deseo exclusivo de enriquecimiento.
No obstante, al ser frecuentes los conflictos entre encomenderos y doctrineros, una Real Cédula de 1594, emitida en Madrid, creó la figura de corregidor de naturales para vigilar el estado de las doctrinas, la actuación de los sacerdotes encargados de ellas, los encomenderos y los alcaldes ordinarios.